# بيل هاريلسون
بيل هاريلسون (بالإنجليزية: Bill Harrelson)‏ هو لاعب كرة قاعدة أمريكي، ولد في 17 نوفمبر 1945 في تاهليكوا في الولايات المتحدة.

## وصلات خارجية
- بيل هاريلسون على موقعبيزبول رفرنس.كوم (الدوري الرئيسي) (الإنجليزية)
- بيل هاريلسون على موقعبيزبول رفرنس.كوم (الدوري الثانوي) (الإنجليزية)
- بيل هاريلسون على موقع مشجعي الرسوم البيانية (الإنجليزية)